# Цитадель, старый город и крепостные сооружения Дербента
Цитадель, старый город и крепостные сооружения Дербента (англ. Citadel, Ancient City and Fortress Buildings of Derbent) — собирательное название, под которым ЮНЕСКО в 2003 году внесло в список объектов Всемирного наследия средневековое архитектурное наследие города Дербента.
Дербент, начиная с 1-го тысячелетия до н. э., занимал стратегическое значение на торговом пути с севера на юг, шедшем вдоль западного побережья Каспийского моря. Возведённые в V веке н. э. Сасанидами оборонительные сооружения выполняли свои функции в течение 15 столетий, вплоть до XIX века. Дербент - самый древний город России.
| Название                       | Местонахождение | Время постройки | Сохранность постройки | Фото                              |
| ------------------------------ | --------------- | --------------- | --- | --------------------------------- |
| Цитадель                       | Дербент         | V — XVII века   | Среднее | Дербентская цитадель «Нарын-Кала» |
| Старый город                   | Дербент         | X-XVIII века    | Средняя. Нижняя часть, прилегающая к морю, значительно перестроена. Верхняя сохранилась с незначительными изменениями. |                                   |
| Крепостные сооружения Дербента | Дербент         | V век           | Средняя. Крепостные сооружения Дербента включают две крепостные стены, протянувшиеся от Каспийского моря до цитадели и уходившие далее в горы. Большая часть южной стены разрушена в XIX веке. Северная стена сохранилась практически на всём своём протяжении. |                                   |